# Grounding - Gli ultimi giorni di Swissair
Grounding - Gli ultimi giorni di Swissair (titolo originale: Grounding - Die letzten Tage der Swissair) è un film diretto da Michael Steiner, uscito nel gennaio 2006.

## Trama
Il film narra gli eventi avvenuti il 2 ottobre 2001 quando vennero interrotte le operazioni di volo degli aerei della Swissair, la compagnia aerea svizzera. In quell'occasione gli aerei restarono fermi al suolo, costringendo gli equipaggi e i passeggeri a sbrigarsela da soli. Il film racconta inoltre il destino dell'ultimo amministratore delegato della compagnia aerea, Mario Corti, così come quello delle persone che in seguito al fallimento della Swissair persero il lavoro.